# نئوبوز
نوبوز (به چکی: Neubuz) یک منطقهٔ مسکونی در جمهوری چک است که در ناحیه زلین واقع شده‌است. نوبوز ۵٫۴۲ کیلومتر مربع مساحت و ۴۴۳ نفر جمعیت دارد و ۳۰۴ متر بالاتر از سطح دریا واقع شده‌است.